# Linksmadvaris
Linksmadvaris (pol. hist. Wesołe) – osiedle w Kownie, w dzielnicy administracyjnej Aleksota, na Aleksocie, położone na lewym brzegu Niemna, na północ od Żegaryszek.